# Jules Schelvis
Jules Schelvis (7 janvier 1921 - 3 avril 2016) est un historien juif néerlandais, écrivain, imprimeur et survivant de la Shoah.
Il est le seul survivant parmi les 3 005 personnes du 14e convoi de Westerbork au camp d'extermination de Sobibor, ayant été sélectionné pour travailler au camp de travail voisin de Dorohucza. Il est connu pour ses mémoires et ses travaux historiques sur Sobibor, pour lesquelles il obtient un doctorat honorifique de l'Université d'Amsterdam ainsi que le grade d'Officier de l'Ordre d'Orange-Nassau et l'Ordre du Mérite de la République de Pologne.

## Avant-guerre
Schelvis est né à Amsterdam, au sein d'une famille juive laïque. Après le lycée, il suit une formation d'imprimeur et travaille pour l'imprimerie Lindenbaum, à Amsterdam. Une fois l'occupation allemande commencée, Schelvis a été congédié parce qu'il était juif. Il travaille alors pour divers journaux et participe à une organisation locale de travail des jeunes, où il rencontre Rachel Borzykowski avec laquelle il entame une relation. Rachel Borzykowski est issue d'une famille juive pratiquante, d'immigration récente et originaire de Pologne. Schelvis et Borzykowski se marient en 1940, en partie dans l'espoir que cela la protégerait, elle et sa famille de la déportation.

## Déportation
Le 26 mai 1943, Schelvis, sa famille et sa belle-famille sont arrêtés à Amsterdam et emmenés au camp de transit de Westerbork, où ils passent six jours avant d'être déportés vers le camp d'extermination de Sobibor. Ils font partie du 14e convoi de Westerbork à Sobibor et sont 3'005 personnes à être ainsi déportées. Le trajet dure 4 jours.
Arrivés à Sobibor, toute sa famille et belle-famille sont immédiatement gazés. Lui est sélectionné à la rampe d'arrivée pour rejoindre une unité de travail envoyée au camp de travail de Dorohucza. Jules Schelvis perd 18 membres de sa famille dans les camps.
À Dorohucza, les Juifs polonais et néerlandais sont contraints de travailler dans des conditions abominables pour construire des latifundia pour le Generalplan Ost. Schelvis survit parce qu'il a demandé à rencontrer le commandant du camp, qui savait qu'un autre camp de travail voisin avait besoin d'un imprimeur. Cependant, pour des raisons peu claires, Schelvis est plutôt envoyé au camp de l'aérodrome de Lublin, où il travaille au sein d'une unité de travail forcé qui construit des baraquements. De là, il est transféré au ghetto de Radom, où on le charge de remonter une presse à imprimer qui a été démontée à Varsovie pour pouvoir être transportée. Les conditions de vie à Radom sont nettement meilleures que celles que Schelvis a connues à Lublin et Dorohucza. Cependant, à l'approche de l'Armée rouge, Schelvis est contraint de participer à une marche de la mort en direction Tomaszów Mazowiecki. De là, il atteint Vaihingen près de Stuttgart, où il est libéré par l'armée française le 8 avril 1945.

## Après-guerre: témoin et historien de la Shoah
Après guerre, Schelvis est un plaignant et un témoin expert lors des procès des bourreaux Karl Frenzel, John Demjanjuk ,. Il crée la fondation Sobibor (Stichting Sobibor) en 1999, dans le but de conserver la mémoire des victimes du camp d'extermination de Sobibor. Il relate son propre vécu dans les camps dans un livre autobiographique «Binnen de Poorten» . Il est également l'auteur de plusieurs mémoires et travaux historiques sur le camp de Sobibor.

## Ouvrages
- Sobibor : Une histoire d'un camp de la mort nazi, Bloomsbury Academic, 2014  (ISBN 978 14 7258 906 4)
- Vernietigingskamp Sobibor, Amsterdam, Bataafsche Leeuw, 1993  (ISBN 978 90 6707 629 6)
- (nl) Jules Schelvis, Binnen de Poorten : Een verslag van twee jaar Duitse vernietigings- en concentratiekampen, Amsterdam, Bataafsche Leeuw, 1995, 144 p. (ISBN 978-90-6707-369-1).
- Sobibor. Transportlijsten, Amsterdam, Bataafsche Leeuw, 2001  (ISBN 90 6707 516 7)

## Récompenses et honneurs
- Doctorat honorifique de l'Université d'Amsterdam pour ses travaux sur le camp d'extermination de Sobibor (2008)[6]
- Croix d'officier de l'ordre du mérite de la République de Pologne (2013)[7]